# ゴッドフリー・オボアボナ
ゴッドフリー・オボアボナ（Godfrey Oboabona 、1990年8月16日 - ）は、ナイジェリア・アクレ出身のプロサッカー選手。サッカーナイジェリア代表。HNKゴリツァ所属。ポジションはDF。

## 来歴

### クラブ
地元クラブのサンシャイン・スターズFCでプロデビュー。
2013年8月、アーセナルFCが獲得に乗り出しているとBBCが報じたが、本人と会長はそろって噂を否定した。それからまもなく、トルコのチャイクル・リゼスポルに移籍。
2017年、サウジアラビアのアル・アハリ・ジッダに移籍。
2018年9月、クロアチアのHNKゴリツァに移籍。

### 代表
2012年1月、親善試合のアンゴラ代表戦でナイジェリア代表デビュー。翌年にはアフリカネイションズカップ2013、FIFAコンフェデレーションズカップ2013に参加した。
2014 FIFAワールドカップではグループステージのイラン代表戦に出場した。
2016年夏、リオデジャネイロ五輪の暫定登録メンバー35人の一人に選ばれたが、最終登録メンバーからは外れた。

## 代表歴

### 出場大会
- ナイジェリア代表
  - 2014 FIFAワールドカップ

### 試合数
- 国際Aマッチ 47試合 1得点（2012年-2016年）[12]

| ナイジェリア代表 | 国際Aマッチ | 国際Aマッチ |
| 年               | 出場        | 得点        |
| ---------------- | ----------- | ----------- |
| 2012             | 11          | 0           |
| 2013             | 21          | 1           |
| 2014             | 9           | 0           |
| 2015             | 4           | 0           |
| 2016             | 2           | 0           |
| 通算             | 47          | 1           |

## タイトル
ナイジェリア代表
- アフリカネイションズカップ: 2013